# شينيا ماتسوبارا
شينيا ماتسوبارا (باليابانية: 松原 真也) (3 نوفمبر 1971 في شيزوكا في اليابان – )؛ هو لاعب كرة قدم سابق كان يلعب كمهاجم.